# Kammern von Avening

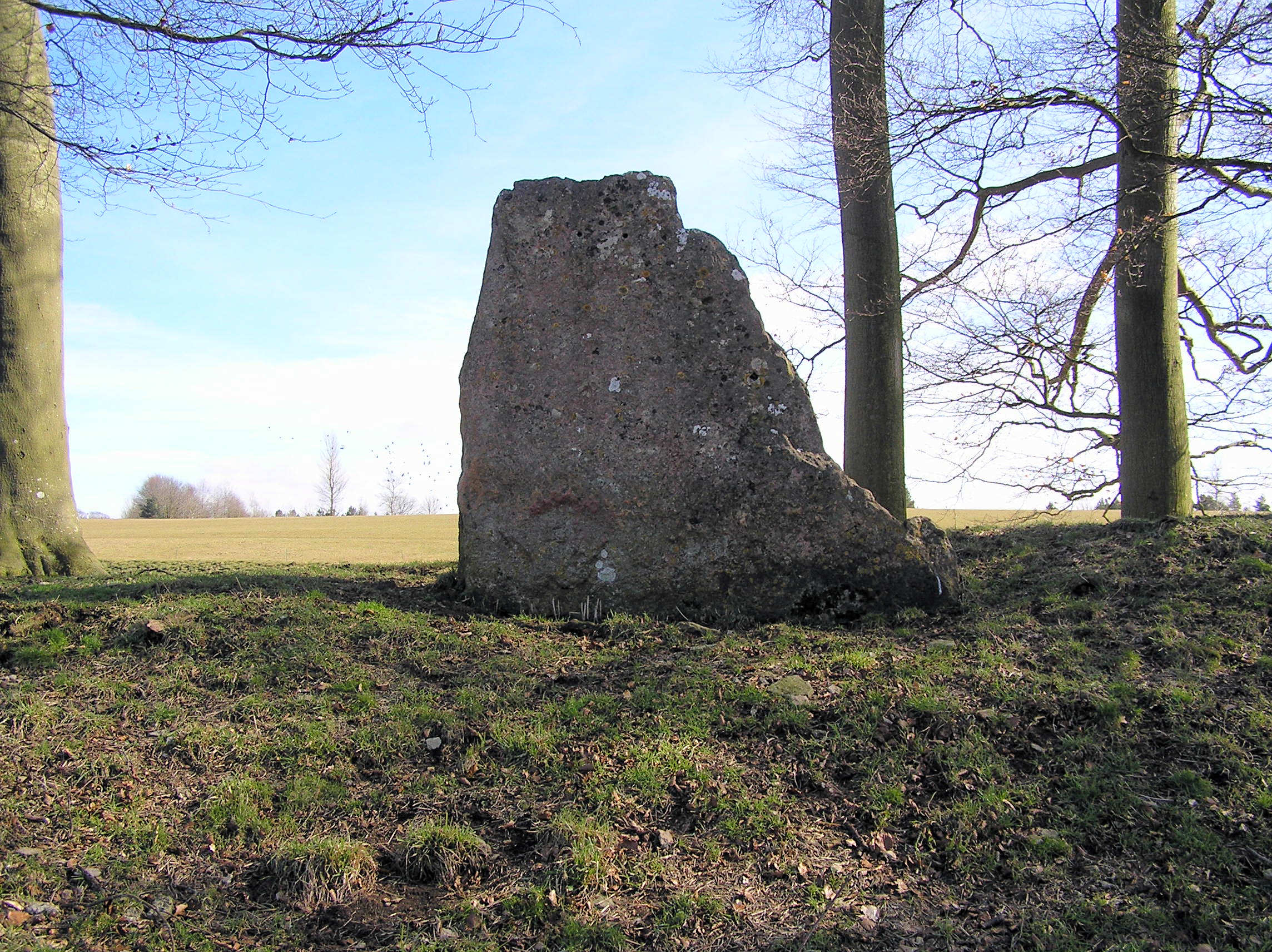
Rest der Kammer von Avening II

Die Kammern von Avening liegen nordwestlich von Avening, südöstlich von Nailsworth in Gloucestershire in England. 
Drei megalithische Kammern wurden 1806 von Reverend N. Thornbury aus einem nahe gelegenen Langhügel entfernt und im Garten des Avening Rectory wieder aufgebaut. Man nimmt an, dass sie vom langen Grabhügel von Avening Court stammen. Für Britannien sind sie sehr selten, da sie Seelenloch-Zugänge haben.
Auf dem bewaldeten Hügel von Avening zwischen der Avening Road und dem Fluss sind zwei der drei Kammern zu sehen. Die südliche ist an ihrem Deckstein der flach auf anderen Steinen liegt zu erkennen. Zur Linken sind mindestens zwei Steine der zweiten Kammer zu sehen, die ebenfalls einen Deckstein tragen.
In der Nähe steht der Long Stone (Minchinhampton).